# 毛坝乡 (剑阁县)
毛坝乡，是中华人民共和国四川省广元市剑阁县曾经下辖的一个乡。2020年5月，撤销毛坝乡，将所属行政区域划归柳沟镇管辖。

## 行政区划
毛坝乡撤销前下辖以下地区：
百花村、元山村、光华村、茶园村、斑竹村、团山村和宝桥村。